# Boust
Boust (deutsch Bust, lothringisch Buscht) ist eine französische Gemeinde mit 1159 Einwohnern (Stand 1. Januar 2022) im Département Moselle in der Region Grand Est (bis 2015 Lothringen). Sie gehört zum Arrondissement Thionville.

## Geografie
Die Gemeinde Boust liegt etwa acht Kilometer nördlich von Thionville auf einer Höhe zwischen 166 und 259 m über dem Meeresspiegel. Das Gemeindegebiet umfasst 7,04 km².
Zur Gemeinde Boust gehören auch die drei östlich im Tal der Boler gelegenen Dörfer Basse-Parthe (Niederparth), Haute-Parthe (Oberparth) und Usselskirch.

## Geschichte
Der Ort gehört seit 1759, mit einer Unterbrechung von 1871 bis 1918 (Reichsland Elsaß-Lothringen), zu Frankreich.

## Siehe auch

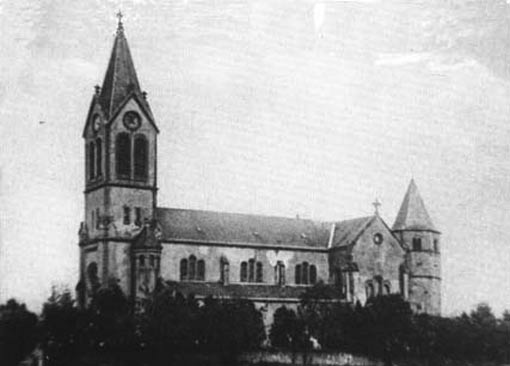
Ehemalige Kirche Saint-Maximin in Usselskirch
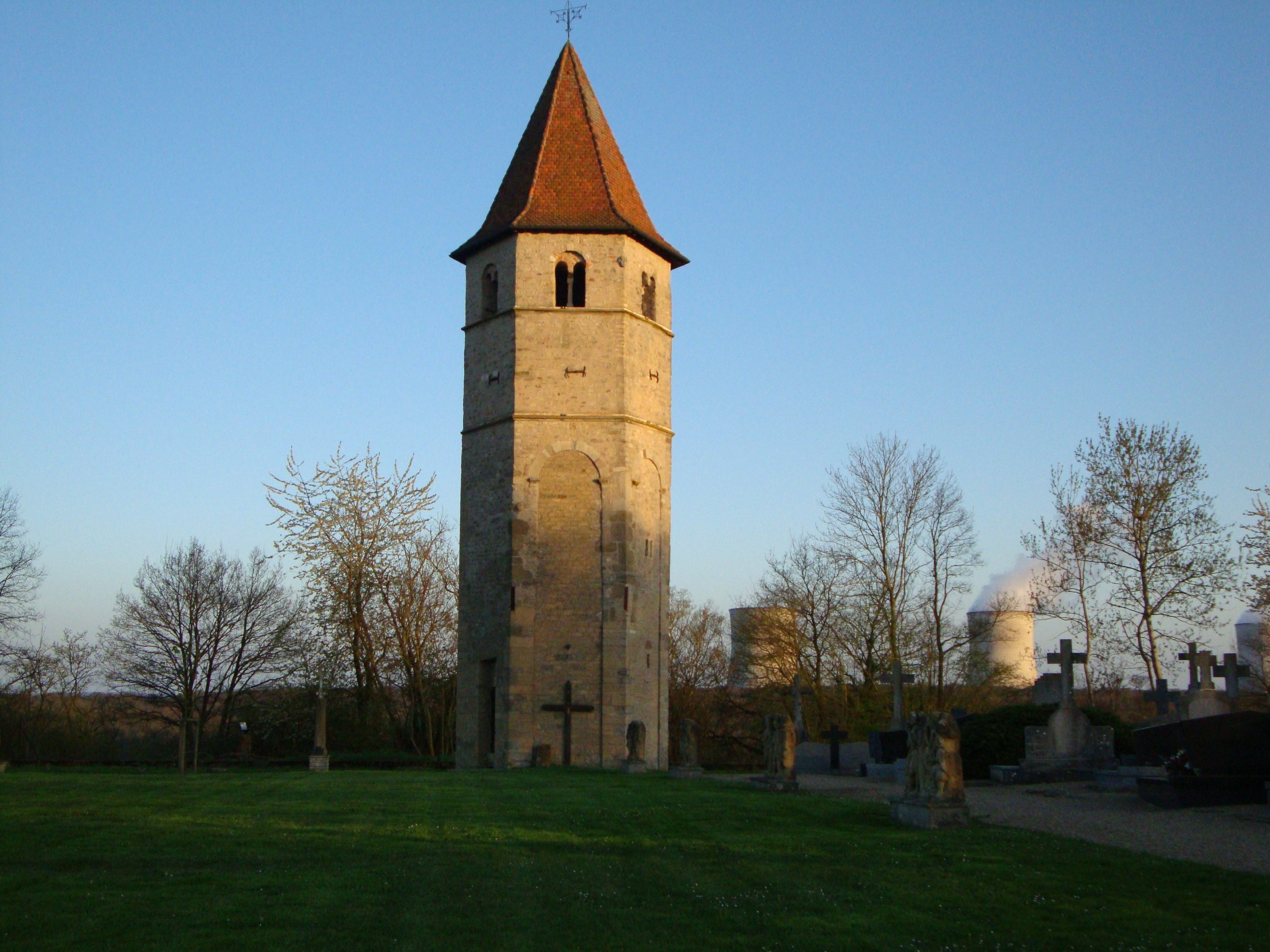
Glockenturm als Rest der ehemaligen Kirche Saint-Maximin in Usselkirch
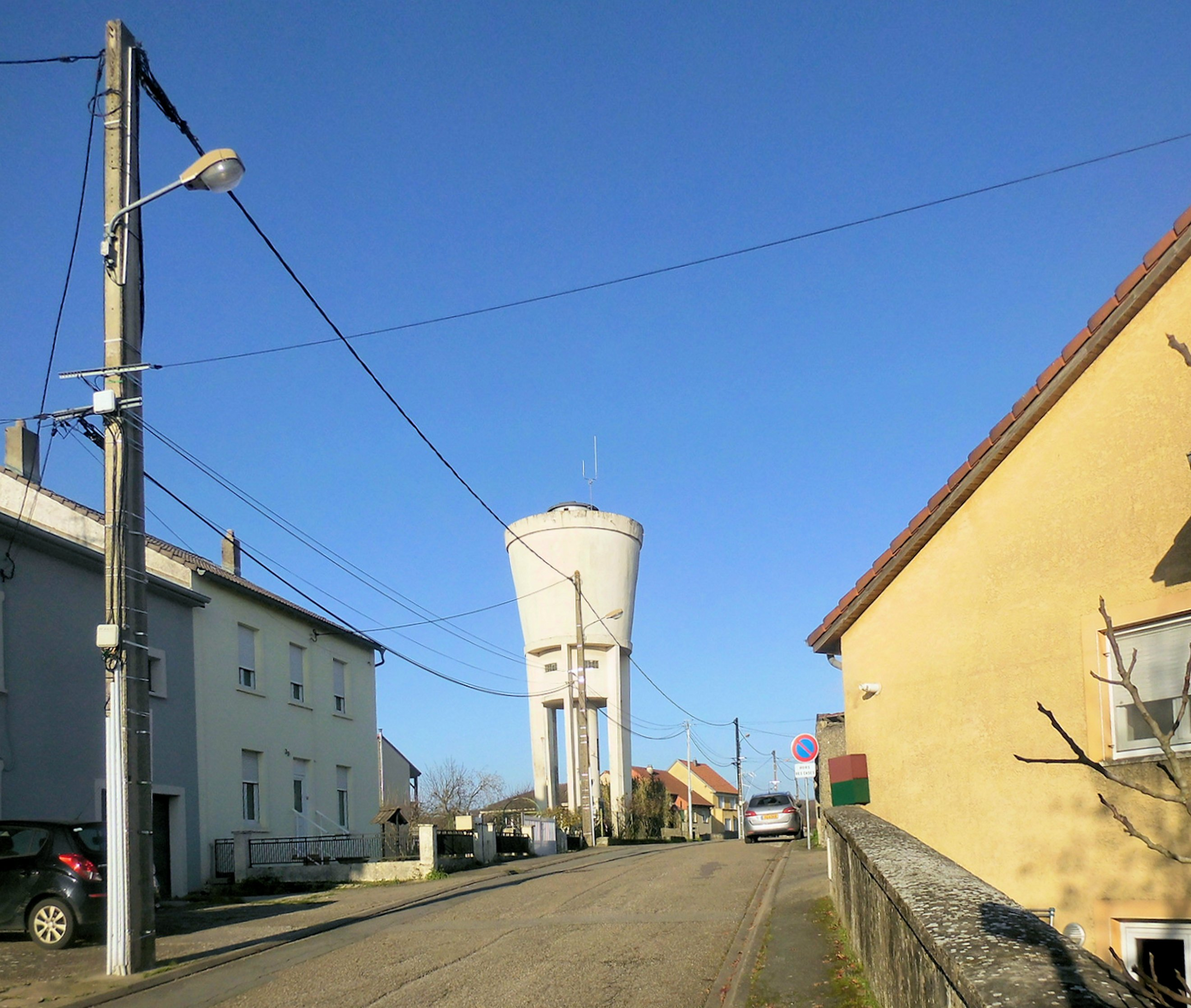
Wasserturm Boust

### Bevölkerungsentwicklung
| Jahr      | 1962 | 1968 | 1975 | 1982 | 1990 | 1999 | 2007 | 2019 |
| Einwohner | 415  | 482  | 530  | 685  | 738  | 717  | 988  | 1180 |